# Red Lorry Yellow Lorry
Red Lorry Yellow Lorry est un groupe de rock gothique britannique, originaire de Leeds, en Angleterre. Le groupe est formé en 1982 autour de Chris Reed. Rapidement, les premières démos aboutissent à des enregistrements, et John Peel s’intéresse à leur travail et le soutient. La musique du groupe, dès le départ, était marquée par les sonorités de guitare, la voix grave du chanteur, et des textes exprimant l'angoisse ou la terreur.
Le premier album du groupe est réalisé en 1985, après plusieurs tournées européennes. En 2004, le groupe se reforme pour une tournée et continue ensuite sa carrière.

## Biographie

### Première période
Le groupe est formé par le guitariste Chris Reed et vocaliste Mark Sweeney, aux côtés du bassiste Steve Smith et du batteur Mick Brown (qui rejoindra plus tard The Mission).  Sweeney quitte le groupe à la fin 1981 ; Reed devient vocaliste permanent, et Martin Fagan se joint à eux comme second guitariste. De par le style musical des Lorries (tel que les fans les appellent), le groupe se fait remarquer sur la scène rock gothique par les journalistes pop, même s'il nie s'être associé ou inspiré de Wire, et dit « s'inspirer principalement des MC5 ».
En 1982, l'agent artistique des Lorries, Dave Hall, donnera au label indépendant Red Rhino Records une cassette audio composée de démos du groupe. Impressionné par la qualité sonore, le directeur de Red Rhino, Tony K (Tony Kostrzewa) signe le groupe et publie immédiatement Beating My Head comme premier single des Red Lorry Yellow Lorry. Le morceau atteint les classements du magazine britannique NME. Fagan et Smith quittent ensuite le groupe, et sont remplacés par Dave Wolfenden et Paul Southern, respectivement. Peu après, le bassiste Southern est remplacé par Leon Phillips. En 1983 et 1984, le groupe publie d'autres singles (dont He's Read et Monkeys on Juice,  qui atteint la neuvième place du NME indie chart). John Peel est l'un de leurs premiers adeptes, avec qui ils enregistreront des sessions en mars et en novembre 1983, (publiées en CD en 2014 sous le titre BBC Sessions 1983 - 1984, issu de la trilogie des compilations See the Fire).
En 1985, leur premier album, Talk about the Weather, est publié et atteint la troisième place des  charts indépendants du NME. L'album est généralement bien accueilli et très bien vendu pour un petit label indépendant.  Hollow Eyes, un single issu de l'album, est également bien vendu ; les autres singles Chance et Spinning Round se vendent également bien.
Le groupe publie un autre album chez Red Rhino (Paint Your Wagon), qui atteint la troisième place des charts indépendants du NME ; en 1986, un single (Cut Down) et un EP quatre pistes (Crawling Mantra sous le nom de the Lorries), sont publiés avant leur signature avec Situation Two, une succursale de Beggars Banquet Records. Deux albums suivent, Nothing Wrong (1988) et Blow (1989). Aucun des albums distribués par Beggars Banquet n'atteint les classements pop. Les singles, tels que Only Dreaming (Wide Awake) et Open Up, qui sont élus singles de la semaine au NME), n'atteignent pas non plus les charts, et, de ce fait, le groupe est renvoyé du label. En 1991, le groupe sort un autre single, Talking Back, puis l'album Blasting Off, après lesquels le groupe se sépare.

### Deuxième période
En 2003, Reed réanime Red Lorry Yellow Lorry et publie quatre nouveaux morceaux en 2004, disponibles sur Internet. Le groupe effectue une tournée britannique entre 2004 et 2005. En 2005, le groupe sort Thunder in the Black Cave, un DVD live publié en Belgique retraçant leur tournée européenne en 2004. En 2006, Reed sort un album, Minimal Animal, sous le nom de Chris Reed Unit.

## Discographie

### Albums studio
- 1985 : Talk about the Weather (UK Indie no. 3[15])
- 1986 : Paint Your Wagon (UK Indie no. 1[15])
- 1988 : Nothing Wrong'
- 1989 : Blow (UK Indie no. 6[15])
- 1991 : Blasting Off

### Compilations
- 1987 : Smashed Hits (UK Indie no. 10[15])
- 1994 : The Singles 1982 – 87
- 1994 : Generation
- 2000 : The Very Best of
- 2001 : Nothing Wrong / Blow
- 2014 : See the Fire (compilation de Talk About the Weather et Paint Your Wagon)
- 2017 : Albums and Singles 1982–1989 (compilation 5 CDs)

### Singles et EP
- 1982 : Smashed Hits (UK Indie no. 10[15])
- 1983 : Smashed Hits (UK Indie no. 10[15])
- 1983 : He’s Read" (UK Indie no. 20[15])
- 1983 : This Today (EP - UK Indie no. 18[15])
- 1983 : Monkeys on Juice (UK Indie no. 3[15])
- 1984 : Hollow Eyes (UK Indie no. 6[15])
- 1985 : Chance (UK Indie no. 11[15])
- 1985 : Spinning Round (UK Indie no. 9[15])
- 1986 : Walking On Your Hands (UK Indie no. 21[15])
- 1986 : Cut Down (UK Indie no. 6[15])
- 1986 : Paint Your Wagon
- 1987 : Crawling Mantra (EP, UK Indoe no. 3[15])
- 1988 : Nothing Wrong (1988)
- 1988 : Open Up (UK Indie no. 6[15])
- 1988 : Only  Dreaming (Wide Awake) (UK Indie no. 9[15])
- 1989 : Temptation (UK Indie no. 13[15])
- 1991 : Talking Back

### Compilations
- 1995 : Gothic Rock Volume 2: 80's Into 90's
- 1998 : Gothic Rock Volume 3: Black on Black